# Cupha miokensis
Cupha miokensis är en fjärilsart som beskrevs av Ribbe 1898. Cupha miokensis ingår i släktet Cupha och familjen praktfjärilar. Inga underarter finns listade i Catalogue of Life.